# Кактусовые крапивники
Кактусовые крапивники (лат. Campylorhynchus) — род небольших птиц, обитающих в Северной, Южной и Центральной Америке. Это самые крупные представители семейства крапивниковых, хотя по сравнению с другими группами птиц они достаточно мелкие — длина большого кактусового крапивника (самого крупного во всём семействе) достигает лишь 22 см, а масса не превышает 57 г. Одной из особенных характеристик некоторых видов кактусовых крапивников является их адаптация к жизни в засушливых районах, что абсолютно не характерно для других видов семейства. К таким видам можно отнести разноцветного, мраморного и в особенности обыкновенного кактусового крапивника. Последний строит свои гнёзда на кактусах опунции в пустынях и полупустынях юго-востока США и Мексике. С колючими зарослями акации Acacia sphaerocephala на западных склонах Кордильер связаны места обитания рыжешейного кактусового крапивника. Другие виды кактусовых крапивников всё же предпочитают гораздо более влажные биотопы. К ним можно отнести серополосого, белоголового и тигрового кактусовых крапивников.

## Описание
Морфологические особенности рода — достаточно широкий и мощный клюв и относительно длинный (на длину корпуса) хвост. В отличие от других птиц, часто ведущих скрытный образ жизни, кактусовые крапивники ведут себя шумно и открыто. Некоторые виды, обитающие в тропических районах Центральной и Южной Америки, известны своим коммунальным гнездованием, когда птицы, непосредственно не участвующие в размножении, тем не менее охраняют гнездовые территории от хищников и других птиц, а также ухаживают за потомством. В частности, к таким видам относится полосчатый кактусовый крапивник, у которого группы до 14 птиц, включая и размножающихся родителей, вместе участвуют в охране гнездовой территории и воспитании птенцов.

## Виды
В состав рода включают 15 видов:
- Campylorhynchus albobrunneus — Белоголовый кактусовый крапивник
- Campylorhynchus zonatus — Тигровый кактусовый крапивник
- Campylorhynchus megalopterus — Серополосый кактусовый крапивник
- Campylorhynchus nuchalis — Полосчатый кактусовый крапивник
- Campylorhynchus fasciatus — Мраморный кактусовый крапивник
- Campylorhynchus chiapensis — Большой кактусовый крапивник
- Campylorhynchus griseus — Белобровый кактусовый крапивник
- Campylorhynchus rufinucha — Рыжешейный кактусовый крапивник
- Campylorhynchus humilis
- Campylorhynchus capistratus
- Campylorhynchus gularis — Мексиканский кактусовый крапивник
- Campylorhynchus jocosus — Разноцветный кактусовый крапивник
- Campylorhynchus yucatanicus — Юкатанский кактусовый крапивник
- Campylorhynchus brunneicapillus — Обыкновенный кактусовый крапивник
- Campylorhynchus turdinus — Дроздовидный кактусовый крапивник